# Stratovarius II
Stratovarius II es el segundo álbum de la banda finlandesa de power metal Stratovarius. Es la versión original del álbum Twilight Time. Solo se produjeron 1000 copias de este disco y la mayoría en versión vinilo.
Contiene algunos de los temas clásicos de la banda como The Hands Of Time y Twilight Time.

## Canciones
1. "Break the Ice" – 4:39
2. "The Hands of Time" – 5:34
3. "Madness Strikes at Midnight" – 7:18
4. "Metal Frenzy" – 2:18
5. "Twilight Time" – 5:49
6. "The Hills Have Eyes" – 6:18
7. "Out of the Shadows" – 4:07
8. "Lead Us into the Light" – 5:45

## Miembros
- Timo Tolkki - Guitarra, Voz
- Jari Beakman - Bajo
- Antti Ikonen - Teclado
- Tuomo Lassila - Batería